# Cherepanovita
La cherepanovita és un mineral de la classe dels sulfurs. Rep el seu nom en honor de Vladimir Aleksandrovich Cherepanov (1927-1983), geòleg i mineralogista rus.

## Característiques
La cherepanovita és arsenur de rodi amb fórmula química RhAs. A més dels elemenets de la seva fórmula, pot contenir impureses de ruteni, platí i níquel. Cristal·litza en el sistema ortoròmbic en forma de grans de fins a 0,5 mm i en forma d'agregats. La seva duresa a l'escala de Mohs és 6.
Segons la classificació de Nickel-Strunz, la cherepanovita pertany a «02.C - Sulfurs metàl·lics, M:S = 1:1 (i similars), amb Ni, Fe, Co, PGE, etc.» juntament amb els següents minerals: achavalita, breithauptita, freboldita, kotulskita, langisita, niquelina, sederholmita, sobolevskita, stumpflita, sudburyita, jaipurita, zlatogorita, pirrotina, smythita, troilita, modderita, rutenarsenita, westerveldita, mil·lerita, mäkinenita, mackinawita, hexatestibiopanickelita, vavřínita, braggita, cooperita i vysotskita.

## Formació i jaciments
La cherepanovita es va descobrir l'any 1984 en un placer amb altres minerals d'elements del grup del platí derivats d'un massís ultramàfic en una banda d'ofiolita al riu Pekul'nei Nord, al Districte autònom de Txukotka (Districte Federal de l'Extrem Orient, Rússia). També ha estat trobada a altres indrets de Rússia, el Brasil, el Canadà, els Estats Units, l'Índia, Nova Zelanda i Sud-àfrica.